# Elizabeth Emanuel
Elizabeth Emanuel nata Elizabeth Florence Weiner (Bridgend, 5 luglio 1953) è una stilista britannica, principalmente celebre per aver realizzato l'abito nuziale di Lady Diana Spencer nel 1981 insieme all'ex marito David Emanuel.

## Biografia
Elizabeth aveva conosciuto David presso il Royal College of Art di Londra, dove entrambi studiavano. Gli Emanuel hanno divorziato nel 1990.

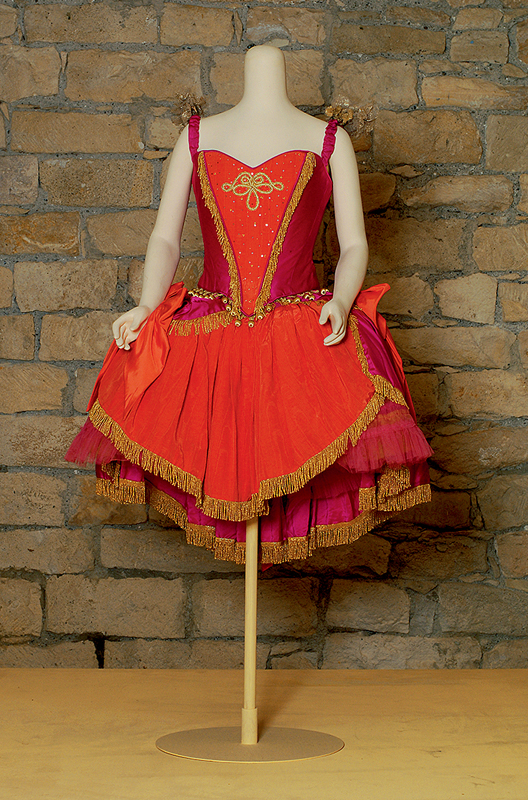
Circus, David & Elizabeth Emanuel, 1989 (Museo di arte popolare di Nauplia).

In seguito Elizabeth Emanuel ha fondato un proprio marchio di abbigliamento, ed ha lavorato per importanti compagnie aeree (Virgin Airlines e Britannia Airways), per il cinema per i video musicali e per produzioni televisive, oltre ad aver realizzato abiti per personaggi celebri come Elizabeth Taylor (l'abito creato per il lancio del profumo White Diamonds), Elizabeth Hurley (l'abito da sposa che indossa negli spot del profumo Beautiful di Estée Lauder), Paula Abdul e Sharon Osbourne.
Nel 2010, ha lanciato un nuovo marchio, "Art of Being", presentato durante la settimana della moda di Londra. Ha inoltre realizzato insieme al marito, due libri di moda: Style for All Seasons (1983) e A Dress for Diana (2006).